# Pappelglucke

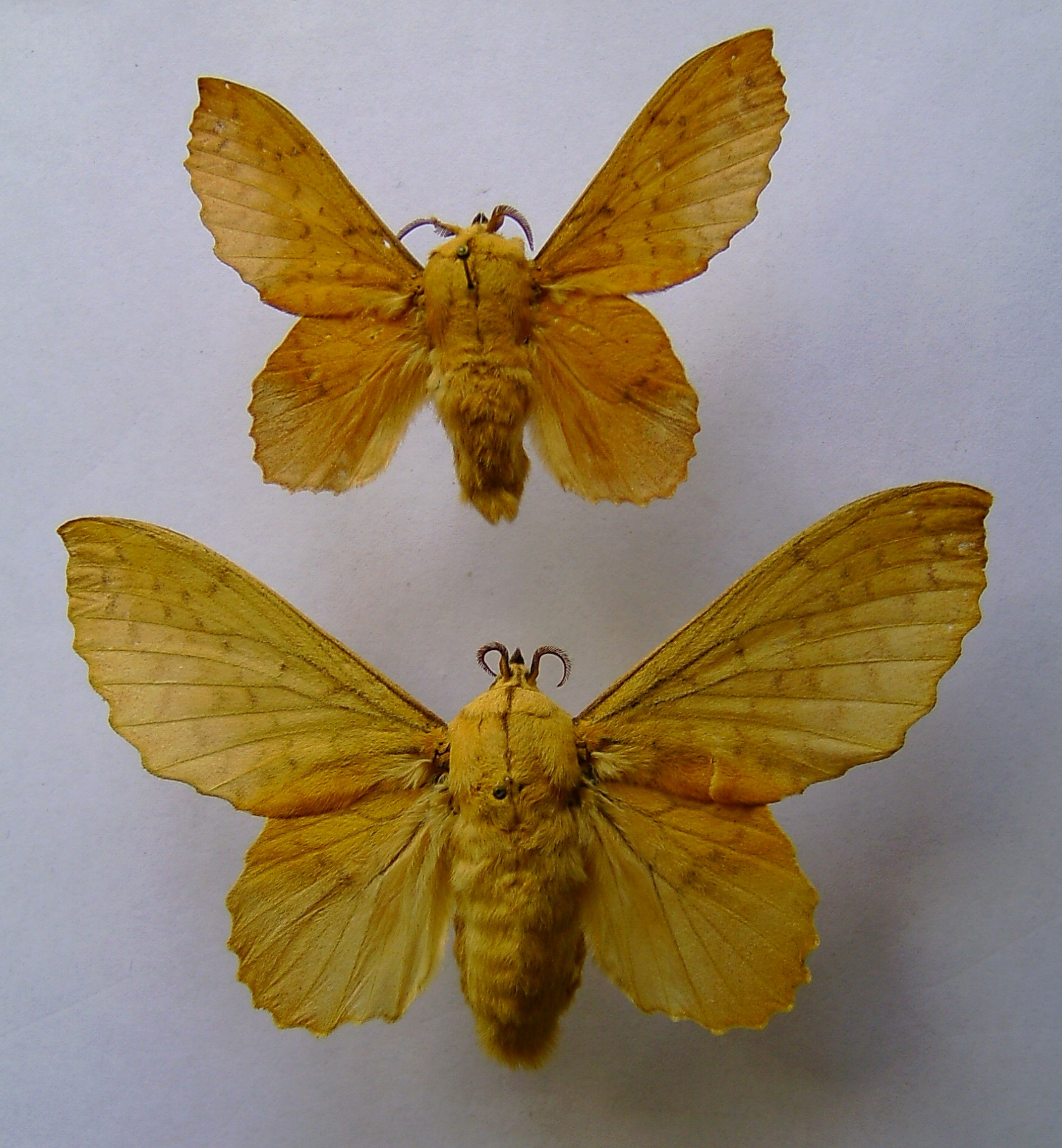
Oben männliches, unten weibliches Präparat

Die Pappelglucke (Gastropacha populifolia), auch Große Pappelglucke, ist ein Schmetterling (Nachtfalter) aus der Familie der Glucken (Lasiocampidae).

## Merkmale

### Imago
Die Geschlechter unterscheiden sich in der Größe erheblich und erreichen eine Flügelspannweite von 45 bis 55 Millimetern bei den Männchen bzw. 65 bis 80 Millimetern bei den Weibchen. Die Falter haben aschgraue bis gelbbraune Vorder- und Hinterflügel, ihr Körper ist dicht wollig behaart. Auf den Flügeln, deren Außenränder gewellt und gezähnt sind, sind einige dunkle Fleckenreihen erkennbar. Die Zeichnung ist undeutlich und besitzt weniger Kontrast zur Flügelgrundfarbe als bei der sehr ähnlichen Kupferglucke (Gastropacha quercifolia). Diese ist zudem dunkler und mehr rotbraun oder kupferbraun gefärbt. Die Fühler sind beim Männchen kurz und mäßig lang gekämmt, beim Weibchen etwas kürzer. Die Palpen sind lang und laufen schnabelartig aus.

### Ei
Das Ei ist grauweiß und mit einem dunkelgrünen Ring versehen. Vor dem Schlüpfen verfärbt es sich dunkel rotbraun.

### Raupe
Die Raupen werden 70 bis 85 Millimeter lang und variieren in der Färbung ziemlich stark. Die erwachsenen Raupen sind rötlichgrau bis aschgrau oder weißgrau gefärbt und dünn weißgrau behaart. Sie sind dunkel gesprenkelt mit helleren Segmenteinschnitten. Der Kopf ist bräunlichgrau bis graubraun. Ihre Prachtspiegel sind dunkel, der zweite Ringeinschnitt ist bläulichschwarz, der dritte orange. Auf den 11. Körpersegment befindet sich ein Höcker mit zwei Warzen.

### Puppe
Die Puppe ist schwarzbraun, dicht weißlich bestäubt und hat rotbraune Segmenteinschnitte. Sie ist hell beborstet.

## Ähnliche Arten
- Kupferglucke (Gastropacha quercifolia)

## Vorkommen
Die Verbreitung der Art erstreckt sich von Europa über große Teile Russlands und China bis nach Japan. In Europa ist sie fast überall selten. In Norwegen, Schweden, Großbritannien, der Iberischen Halbinsel und im Westen Frankreichs fehlt die Art. Sie bevorzugt Mischwälder mit Pappeln, Pappelalleen, Auwälder und Parklandschaften.

## Lebensweise
Die Falter sind nachtaktiv, fliegen nach Eintritt der Dunkelheit und kommen gern an künstliche Lichtquellen. In der Ruhestellung sitzen sie an Zweigen, wobei sie wie für Glucken typisch, die Hinterflügel unter die Vorderflügel vorgeschoben und beide Flügelpaare dachartig über den Körper gelegt werden. Die Falter imitieren das Aussehen eines trockenen Blattes (Mimese).
Die Weibchen legen die Eier im Juni und Juli in kleinen Gruppen an den Stämmen der Nahrungspflanzen ab. Bevorzugt werden ältere knorrige Bäume an sonnigen und luftfeuchten Standorten, auf denen die Raupen in den höheren Bereichen leben. Die Raupen schlüpfen im August/September und überwintern als junge Raupen. Sie verpuppen sich im Mai oder Juni des folgenden Jahres. Die Verpuppung erfolgt in einem gräulichweißen oder gelblichen, mit dunklen Haaren durchsetzten Gespinst an Stämmen oder an niedrigen Sträuchern.

### Flug- und Raupenzeiten
Die Falter fliegen in einer Generation von Mitte Juni bis Juli, in manchen Regionen wird im August eine zweite unvollständige Generation ausgebildet. Die Raupen findet man von August/September an und nach der Überwinterung bis in den Mai oder Juni des darauffolgenden Jahres.

### Nahrung der Raupen
Die Raupen ernähren sich bevorzugt von den Blättern von Pappeln (Populus) und Weiden (Salix).

## Gefährdung und Schutz
In Deutschland ist die Pappelglucke in der Roten Liste gefährdeter Arten als vom Aussterben bedroht (Kategorie 1) geführt, in einigen Bundesländern gilt sie als verschollen. Lediglich in Baden-Württemberg ist sie unter Kategorie 2 (stark gefährdet) klassifiziert. Auch in Österreich ist sie in der Roten Liste gefährdeter Arten als stark gefährdet (Kategorie 2) geführt.